# 滕祥
滕祥（？年—1569年），字惟善，别号两山，保定雄县（今河北省雄县）人。嘉靖时期的御马监右少监、御用监掌印太监，隆庆时期的司礼监掌监事，兼掌御用监、司设监。去世后由礼部尚书、内阁大学士陈以勤为他撰写墓志铭，颇多谀词。

## 生平
正德四年（1509年），入宫，隶属黄锦名下。
正德十四年（1519年），升奉御，惜薪司佥书。
正德年间，升任乾清宫的近侍，
正德十六年（1521年），明武宗朱厚照去世，回到惜薪司。
嘉靖年间，任兵仗局副使、御马监右少监、御用监掌印太监，并被赐给蟒衣、玉带、准许内苑乘马。
隆庆元年（1567年），明穆宗朱载坖继位，调司礼监掌印太监，兼掌御用监、司设监。
隆庆三年（1569年），去世。

## 亲属
- 滕刚（曾祖父）
- 滕旺（祖父）
- 滕吉（父）
- 笪氏（母）